# Szomáli-félsziget

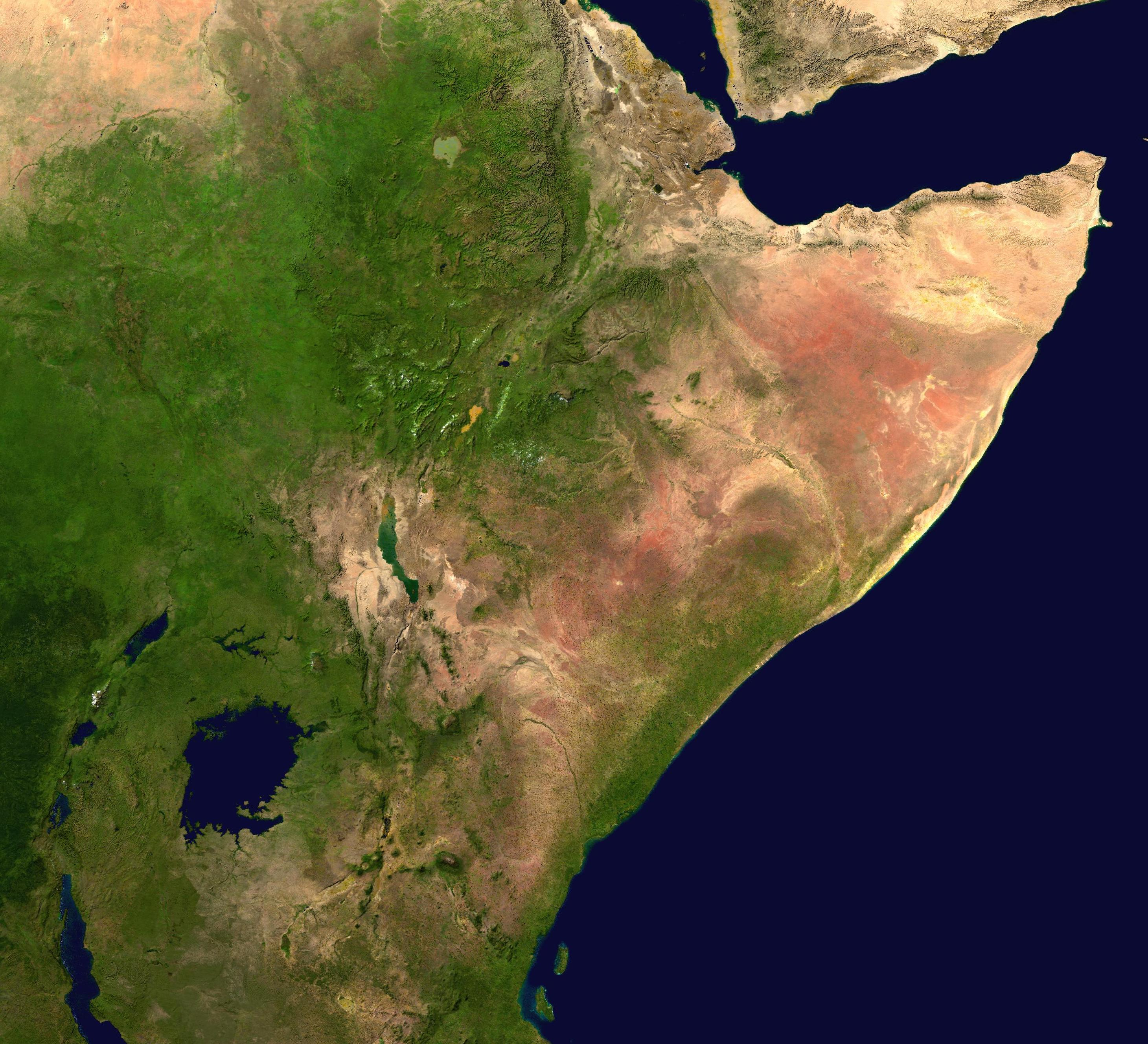
A Szomáli-félsziget műholdfelvétele

A Szomáli-félsziget Északkelet-Afrika egyik tája, annak keleti félszigete, Afrika tulajdonképpeni szarva. A Szomáli-félszigeten Szomália és Etiópia osztozik.

## Elhelyezkedés
A félszigetet északtról az Ádeni-öböl, keletről az Indiai-óceán határolja. Dél felé nincs természetes határa, fokozatos átmenetet képez a Kelet-afrikai-magasföld felé, míg nyugaton a Nagy-hasadékvölgy itteni részei, az Avas-árok és az Afar-medence szegélyezik. Legkeletibb pontja (mely egyben a kontinentális Afrika legkeletebbi csücske is) a Hafun-fok (Ras Hafun).

## Kialakulása
A táj aljzatát előidei kristályos kőzetek alkotják, az erre települt középidei üledékek borítják a mai felszínt. Az Etióp-magasföld harmadidőszaki vulkánossága nem érintette a területet, így annak nyugati felén a vulkánosság előtti, keleti részein pedig az utáni üledékek találhatóak. A homokkő és főként mészkőrétegek délkelet felé aszimmetrikusan kibillenve réteglépcsőket alkotnak, melyeket az erózió tovább szabdalt.
Az Indiai-óceán partvidékén parti homokturzások épültek, a Hafun-fok is egy kb. 25 km hosszú turzás által a szárazföldhöz kapcsolt egykori sziget.

## Éghajlata
A Szomáli-félsziget éghajlata általában igen száraz, a csapadék évi mennyisége délen 500, északon 100 mm körül van. Az Ádeni-öböl és a félsziget legmagasabb része, a Medjourtine-hegység közötti területen a száraz nyár és a téli csapadék jellemző, Berbera évi 60 mm csapadékából november és április között hullik 45 mm.
Az évi középhőmérséklet is magas, az északi Berbera évi középhőmérséklete 29,5 °C, (a leghidegebb január 24,5°C, a legmelegebb július 36 °C), dél felé valamivel enyhébb (Mogadishu évi középhőmérséklete 27 °C).

## Vízrajza
A kevés csapadék és a mészkőfelszín miatt a terület vízfolyásokban szegény. Jelentősebb folyói az Etióp-magasföld felől érkeznek.Ilyen a Shebelle, mely Mogadishu közelében, a tengerparttól 20 km-re a parti turzások miatt délnyugatra fordul, 400 km után ömlik bele a legnagyobb folyóba, a Jubbába, majd együtt a turzásokon áttörve érik el az Indiai-óceánt.